# Sulmeck-Greith
Sulmeck-Greith est une ancienne commune autrichienne du district de Deutschlandsberg en Styrie.